# Dimăcheni
Dimăcheni è un comune della Romania di 1 452 abitanti, ubicato nel distretto di Botoșani, nella regione storica della Moldavia.
Il comune è formato dall'unione di 3 villaggi: Dimăcheni, Mateieni, Recia-Verbia.
Dimăcheni è divenuto comune autonomo nel 2004, staccandosi dal comune di Corlăteni.